# Ceraticelus laticeps bucephalus
Ceraticelus laticeps là một loài nhện trong họ Linyphiidae.
Loài này thuộc chi Ceraticelus. Ceraticelus laticeps bucephalus được Ralph Vary Chamberlin & Wilton Ivie miêu tả năm 1944.